# Brassband Rijnmond
Brassband Rijnmond is een brassband uit het Rijnmondgebied, die in 1978 is opgericht door een aantal leden van de voormalige Brassband Rotterdam. De brassband bestaat uit een dertigtal leden, zowel amateurs als professionals. 

## Optredens en Festivals
De Brassband Rijnmond neemt geregeld succesvol deel aan nationale en internationale kampioenschappen zoals de Nederlandse Brassband Kampioenschappen, de Europese Brassband Kampioenschappen en het Wereld Muziek Concours. Samengewerkt is onder meer met de trombonisten Jurgen van Rijen en Bart van Lier, de jazztrompettist Eric Vloeimans en de zanger Gé Reinders. Ook begeleidt de band theatervoorstellingen en lokale festiviteiten. De band speelt onder meer jazz, rumba en marsmuziek.

## Leiding
Brassband Rijnmond staat sinds eind 2009 onder leiding van het dirigenten-duo Anno Appelo en Erik van der Kolk.